# Angels Cry
Angels Cry är det brasilianska heavy metal-bandet Angras debutalbum, utgivet hösten 1993 av skivbolaget Rising Sun Productions. Inspelningen skedde i Kai Hansens Studios i Hamburg med ett litet hopplock av gästande musiker då bandet inte hade en helt klar sättning.

## Låtförteckning
1. "Unfinished Allegro" (instrumental) (Andre Matos) – 1:14
2. "Carry On" (Matos) – 5:03
3. "Time" (Matos, Rafael Bittencourt) – 5:56
4. "Angels Cry" (Matos, Bittencourt) – 6:49
5. "Stand Away" (Bittencourt) – 4:56
6. "Never Understand" (Matos, Bittencourt) – 7:49
7. "Wuthering Heights" (Kate Bush-cover) – 4:41
8. "Streets of Tomorrow" (Matos) – 5:03
9. "Evil Warning" (Matos, Bittencourt) – 6:43
10. "Lasting Child" (Matos) – 7:36

(Part I. "The Parting Words" – 4:02
Part II. "Renaissance" – 3:35)

## Medverkande
Musiker (Angra-medlemmar)
- Andre Matos – sång, keyboard, piano
- Kiko Loureiro – gitarr
- Rafael Bittencourt – gitarr
- Luís Mariutti – basgitarr

Bidragande musiker
- Dirk Schlächter – sologitarr (på "Never Understand")
- Kai Hansen – sologitarr (på "Never Understand")
- Sascha Paeth – sologitarr, akustisk gitarr (på "Never Understand")
- Alex Holzwarth – trummor
- Thomas Nack – trummor (på "Wuthering Heights")

Produktion
- Charlie Bauerfeind – producent, ljudtekniker, ljudmix
- Sascha Paeth – producent, ljudtekniker
- Antonio D. Pirani – exekutiv producent
- J. Alberto Torquato – omslagskonst
- Rui Mendes – foto